# Antigua Oficina Postal y Palacio de Justicia (Miami)
La Antigua Oficina Postal y Palacio de Justicia (en inglés: Old U.S. Post Office and Courthouse) fue el Palacio de Justicia del condado ubicado en Miami, Florida. La Antigua Oficina Postal y Palacio de Justicia se encuentra inscrito  en el Registro Nacional de Lugares Históricos desde el 4 de enero de 1989. Forma parte del Downtown Miami MRA. 

## Ubicación
La Antigua Oficina Postal y Palacio de Justicia se encuentra dentro del condado de Miami-Dade en las coordenadas 25°46′31″N 80°11′33″O / 25.775278, -80.1925.